# Клейстерс, Элке
Э́лке Кле́йстерс (нидерл. Elke Clijsters; род. 18 января 1985, Билзен, Фламандский регион) — бельгийская теннисистка, младшая сестра Ким Клейстерс.
- Победительница 8 турниров ITF (1 — в одиночном разряде).
- Победительница 1 юниорского турнира Большого шлема в парном разряде (Уимблдон, US Open-2002).
- Полуфиналистка 2 юниорских турнира Большого шлема в парном разряде (Roland Garros-2000, -2002).
- Экс-1-я ракетка мира в юниорском парном рейтинге.

## Биография
Одна из двух дочерей бельгийского футболиста Лея Клейстерса.
31 мая 2008 года в Бре вышла замуж за футболиста Йелле Ван Дамме. В октябре 2009 года у них родился сын Крус Лео, а в ноябре 2010 года — дочь Клео.
Клейстерс добилась значительных успехов на уровне юниоров: в 2002 году победила в парных соревнованиях в Уимблдоне (в паре с Кирстен Флипкенс) и на Открытом чемпионате США (в паре с Барборой Стрыцовой). Наивысшая позиция в профессиональном туре — 389 (15 сентября 2003 года) в одиночном разряде и 244 (6 октября 2003 года) в парном разряде. На счету одна победа в турнирах ITF в одиночном разряде и семь в парном разряде. Провела четыре игры за сборную Бельгии в Кубке Федерации в 2002-04, все поражения (одна одиночная встреча, три парные). Завершила карьеру из-за постоянных болей в спине в связи с повреждением позвоночника. Работает тренером по теннису, периодически участвует в показательных турнирах.

## Рейтинг на конец года
| Год  | Одиночный рейтинг | Парный рейтинг |
| 2004 | 648               | 326            |
| 2003 | 431               | 263            |
| 2002 | 675               | 613            |
| 2001 | 761               | 690            |
| 2000 | 665               | 844            |

## Выступления на турнирах

### Выступление в одиночных турнирах

#### Финалы турнировITFв одиночном разряде (4)

##### Победы (1)
| Легенда:         |
| ---------------- |
| 100.000 USD (0)  |
| 75.000 USD (0)   |
| 50.000 USD (0)   |
| 25.000 USD (0)   |
| 10.000 USD (1+7) |

| Титулы по покрытиям | Титулы по месту проведения матчей турнира |
| ------------------- | ----------------------------------------- |
| Хард (0+3)          | Зал (0+3)                                 |
| Грунт (1+4)         | Зал (0+3)                                 |
| Трава (0)           | Открытый воздух (1+4)                     |
| Ковёр (0)           | Открытый воздух (1+4)                     |

| №  | Дата           | Турнир                  | Покрытие | Соперница в финале | Счёт        |
| 1. | 27 апреля 2004 | Борнмут, Великобритания | Грунт    | Мелани Саут        | 3-6 6-1 6-2 |

##### Поражения (3)
| №  | Дата            | Турнир                   | Покрытие | Соперница в финале | Счёт    |
| 1. | 7 апреля 2003   | Торре-дель-Греко, Италия | Грунт    | Раффаэлла Бинди    | 4-6 2-6 |
| 2. | 11 августа 2003 | Коксейде, Бельгия        | Грунт    | Ленка Снайдрова    | 4-6 2-6 |
| 3. | 4 мая 2004      | Эдинбург, Великобритания | Грунт    | Екатерина Кожохина | 1-6 4-6 |

### Выступления в парном разряде

#### Финалы турнировITFв парном разряде (10)

##### Победы (7)
| №  | Дата            | Турнир                    | Покрытие | Партнёрша            | Соперницы в финале                   | Счёт        |
| 1. | 3 сентября 2001 | Петанж, Люксембург        | Грунт    | Джесслин Хьюитт      | Наталья Демиденко Кика Хогендорн     | 6-1 6-3     |
| 2. | 5 августа 2002  | Ребек, Бельгия            | Грунт    | Джесслин Хьюитт      | Лесли Буткевич Тесси ван де Вен      | 3-6 6-3 6-4 |
| 3. | 3 ноября 2002   | Стокгольм, Швеция         | Хард(i)  | Марта Домаховска     | Дженни Лув Сюзанн ван Хартингсвельдт | 6-1 6-1     |
| 4. | 28 января 2003  | Типтон, Великобритания    | Хард(i)  | Лиана-Габриэла Балач | Зузана Церна Ивета Герлова           | 6-3 6-2     |
| 5. | 12 мая 2003     | Казале-Монферрато, Италия | Хард(i)  | Лиэнн Бейкер         | Йоланда Менс Штефани Вайз            | 6-1 6-2     |
| 6. | 11 августа 2003 | Коксейде, Бельгия         | Грунт    | Кирстен Флипкенс     | Зузана Церна Владимира Углиржова     | 6-2 6-4     |
| 7. | 28 марта 2004   | Наполи, Италия            | Грунт    | Мэнди Минелла        | Михель Герардс Мариль Хогланд        | 6-1 6-0     |

##### Поражения (3)
| №  | Дата            | Турнир                             | Покрытие | Партнёрша         | Соперницы в финале               | Счёт           |
| 1. | 21 августа 2000 | Вестенде, Бельгия                  | Грунт    | Каролина Маес     | Наташа Галоуза Анук Стерк        | 1-6 0-6        |
| 2. | 21 января 2003  | Кингстон-апон-Халл, Великобритания | Хард(i)  | Борка Майсторович | Галина Воскобоева Ирина Булыкина | 6-4 6-7(0) 3-6 |
| 3. | 2 марта 2004    | Бухен, Германия                    | Ковёр(i) | Каролина Маес     | Ева Грдинова Луция Градецкая     | 1-6 4-6        |